# Alex Amankwah
Alex Amankwah (ur. 2 marca 1992 w Akrze) – ghański lekkoatleta specjalizujący się w biegach średnich. Do 2015 roku reprezentował Stany Zjednoczone.
5 sierpnia 2015 roku razem ze sprinterką Janet Amponsah otrzymali oficjalne zaproszenia do udziału w mistrzostwach świata w Pekinie od komitetu organizacyjnego tej imprezy. Wnioski o wydanie im wiz zostały wysłane do chińskiej ambasady w Waszyngtonie, jednak dwa tygodnie później zostały odrzucone. Mimo rozmów prezydenta Ghana Athletics Association z komitetem organizacyjnym, chińskimi służbami imigracyjnymi i IAAF-em ghańscy zawodnicy nie zostali ostatecznie wpuszczeni na pokład samolotu linii United Airlines, którym mieli udać się na zawody.
W 2016 reprezentował Ghanę na igrzyskach olimpijskich w Rio de Janeiro, odpadając w eliminacjach biegu na 800 metrów.
Rekordy życiowe: bieg na 800 metrów (stadion) – 1:44,80 (19 maja 2017, Marietta) rekord Ghany; bieg na 800 metrów (hala) – 1:46,86OT (24 stycznia 2015, Nashville).

## Osiągnięcia
| Rok  | Impreza                    | Miejsce        | Konkurencja             | Pozycja    | Wynik   |
| ---- | -------------------------- | -------------- | ----------------------- | ---------- | ------- |
| 2015 | Igrzyska afrykańskie       | Brazzaville    | sztafeta 4 × 400 metrów | 5. miejsce | 3:05,15 |
| 2016 | Igrzyska olimpijskie       | Rio de Janeiro | bieg na 800 metrów      | eliminacje | 1:50,33 |
| 2017 | Mistrzostwa świata         | Londyn         | bieg na 800 metrów      | eliminacje | 1:47,56 |
| 2018 | Igrzyska Wspólnoty Narodów | Gold Coast     | bieg na 800 metrów      | eliminacje | 1:47,80 |
| 2022 | Halowe mistrzostwa świata  | Belgrad        | bieg na 800 metrów      | eliminacje | 1:49,96 |
| 2022 | Mistrzostwa świata         | Eugene         | bieg na 800 metrów      | eliminacje | DQ      |
| 2022 | Igrzyska Wspólnoty Narodów | Birmingham     | bieg na 800 metrów      | 7. miejsce | 1:48,95 |